# Emmanuel Mathias
Emmanuel Mathias (sinh ngày 3 tháng 4 năm 1986 ở Kaduna, Nigeria) là một cầu thủ bóng đá người Togo, thi đấu cho đội bóng ABSA Premiership Platinum Stars F.C..

## Sự nghiệp
Năm 2004, anh chuyển đến câu lạc bộ hàng đầu Togo Étoile Filante de Lomé, và được cấp hộ chiếu Togo. Ngày 1 tháng 1 năm 2007 anh được cho mượn đến El-Gawafel Sportives de Gafsa.
Ngày 22 tháng 6 năm 2009 Mathias ký hợp đồng với the đội bóng Israel Hapoel Petach Tikva. Anh được ký hợp đồng bởi Heartland F.C. năm 2012.
Vào ngày 9 tháng 7 năm 2013 Mathias chuyển từ Heartland Owerri đến Mamelodi Sundowns ở Nam Phi.
Năm 2014 Mathias chuyển từ Mamelodi Sundowns đến đội bóng tại MTN/FAZ Super Division ZESCO United F.C.

### Vị trí
Anh thi đấu ở vị trí hậu vệ phải hay tiền vệ phòng ngự.

## Sự nghiệp quốc tế
Vào ngày 27 tháng 3 năm 2005 anh ra mắt cho Đội tuyển bóng đá quốc gia Togo trước Mali ở Vòng loại giải vô địch bóng đá thế giới 2006. Anh từng là thành viên của the Togo team tại Cúp bóng đá châu Phi 2006 ở Ai Cập.